# سوگوتلی
سوگتلی روستایی در دهستان فاروج بخش مرکزی شهرستان فاروج استان خراسان شمالی ایران است.

## جمعیت
بر پایه سرشماری عمومی نفوس و مسکن در سال ۱۳۹۵ جمعیت این مکان ۵۹ نفر (۱۸خانوار) بوده‌است.